# آنجلا کارن
آنجلا کارن (انگلیسی: Angela Curran؛ زادهٔ ۱۹۵۹ میلادی) بازیگر اهل انگلستان است. وی از سال ۱۹۷۶ میلادی تاکنون مشغول فعالیت بوده‌است.
از فیلم‌ها یا مجموعه‌های تلویزیونی که وی در آن‌ها نقش داشته‌است، می‌توان به دکتر مارتین، تلفات، شهر هالبی، ورا، خیابان کورونیشن، پوآرو، آقای ترنر، ورا دریک، برهنه، بانوی آهنی، نیکلاس نیکلبی، دختر دانمارکی، جین ایر و مرگ در تشییع جنازه اشاره نمود.